# レニンスコエ地区 (ユダヤ自治州)
レニンスコエ地区（ロシア語: Ле́нинский райо́н）は、ユダヤ自治州の5つのラヨンの一つである。自治州の南部に位置し、面積は6,068km2である。中心地はレニンスコエである。2010年国勢調査では人口は20,684人（2002年時点では22,844人、1989年時点では28,464人）である。地区全体の人口のうちレニンスコエの人口は全体の29.5%を占める。

## 地理
ユダヤ自治州の南部に位置し、約132kmにわたりアムール川と接する。ハバロフスクから西に約160kmに位置し、地区内は南北方向に約90km、東西方向に約100kmである。
地区内の約60%はアムール川の流域の平原であり、他は小興安嶺山脈の丘陵地帯である。花崗岩、砂岩、粘土、バラストなど建設資材用の鉱物の産地でもある。
地区の北側はオブルチエ地区、西側はオクチャブリ地区、東側はビロビジャン地区、南側はアムール川を挟んで中華人民共和国黒竜江省である。

## 歴史
アムール川北岸は19世紀まで清王朝の領土であったが、1858年のアイグン条約によりロシア帝国の領土となった。ロシア政府は軍事的戦略からザバイカル・コサックを移住させた。しかしながら志願者だけでは数が足らず、更に多くの人が強制的に他の地域から移住させられた。ユダヤ自治州が正式に成立したのはソ連成立後の1934年である。

## 交通
- シベリア鉄道レニンスキー支線
- 同江鉄路大橋（建設中、ニジュネレニンスコエと同江市を結ぶ予定）

## 参照
1. ↑  Russian Federal State Statistics Service (2011). "Всероссийская перепись населения 2010 года. Том 1" [2010 All-Russian Population Census, vol. 1]. Всероссийская перепись населения 2010 года [2010 All-Russia Population Census] (ロシア語). Federal State Statistics Service.